# Cirripectes obscurus
Cirripectes obscurus és una espècie de peix de la família dels blènnids i de l'ordre dels perciformes. És un peix marí de clima tropical i associat als esculls de corall que viu entre 0-6 m de fondària. Es troba a Hawaii i a l'atol Midway. És ovípar. Els mascles poden assolir 20 cm de longitud total.